# Liste d'élections en 1934
Chronologie des élections
- 1930
- 1931
- 1932
- 1933
- 1934
- 1935
- 1936
- 1937
- 1938

Cette liste recense les élections organisées durant l'année 1934. Elle inclut les élections législatives et présidentielles nationales dans les États souverains, ainsi que les principaux référendums.
Aux États-Unis, la popularité des grandes réformes sociales et économiques (le New Deal) menées par le président Franklin Roosevelt pour répondre à la Grande Dépression permet au Parti démocrate d'atteindre un résultat historique lors des élections législatives de mi-mandat en novembre : Pour la première fois de l'histoire des États-Unis, le parti au pouvoir progresse et accroît sa majorité parlementaire lors du scrutin de mi-mandat.
Les années 1930 sont toutefois aussi marquées par des simulacres de scrutins dans des dictatures d'extrême-droite à parti unique, qui ne permettent aucun choix aux électeurs et qui se maintiennent au pouvoir par la violence et l'intimidation. C'est le cas en Italie fasciste (mars), en République dominicaine trujilliste (mai), en Allemagne nazie (août) et au Portugal sous l'Estado Novo (décembre). 

## Par mois

### Février
| Date       | Pays     | Élections      | Notes | Résultats |
| ---------- | -------- | -------------- | --- | --- |
| 11 février | Colombie | Présidentielle | Le droit de vote est réservé aux hommes de classe sociale aisée. La Constitution interdit à un président sortant de se représenter ; Enrique Olaya Herrera (Parti libéral) n'est donc pas candidat. Le Parti conservateur, sachant qu'il ne peut emporter le scrutin, ne présente pas de candidat. | Sans surprise, Alfonso López Pumarejo (Parti libéral : centre-gauche) est élu avec 99,6 % des voix face à son unique adversaire, le syndicaliste autochtone Eutiquio Timoté (es) (Parti communiste). |

### Mars

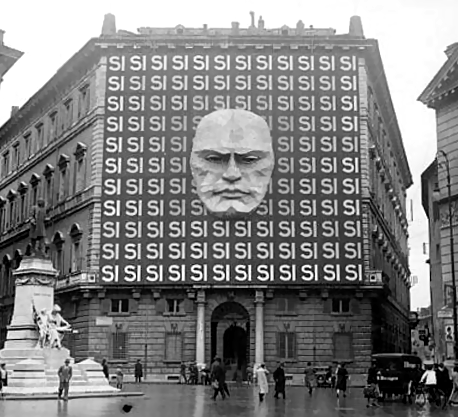
Affichage à Rome appelant les Italiens à voter « oui » à la liste fasciste pour les élections législatives de mars.

| Date    | Pays      | Élections    | Notes | Résultats |
| ------- | --------- | ------------ | --- | --- |
| 4 mars  | Argentine | Législatives | C'est la « Décennie infâme », celle d'une dictature qui se maintient au pouvoir par la fraude, la violence et la corruption.                                                                                        | Congrès sans majorité. L'alliance Concordancia (droite) du dictateur Agustín Pedro Justo y demeure la première force grâce à la fraude électorale, avec plus d'un quart des sièges.                                                                                                   |
| 26 mars | Italie    | Législatives | L'Italie à cette date est une dictature à parti unique. Les électeurs sont appelés à voter pour ou contre la liste unique présentée par les fascistes. Dans les faits, le vote ne se déroule pas à bulletin secret. | Avec officiellement 99,9 % de suffrages favorables, le Parti national fasciste (extrême-droite national-conservatrice et corporatiste) conserve tous les sièges. La Chambre des députés est abrogée en 1939 et remplacée par une Chambre des faisceaux et des corporations, non-élue. |

### Avril
| Date     | Pays    | Élections    | Notes                                                                      | Résultats |
| -------- | ------- | ------------ | -------------------------------------------------------------------------- | --- |
| 19 avril | Uruguay | Législatives | L'Uruguay à cette date est une dictature sous l'autorité de Gabriel Terra. | Le Parti colorado (centre-gauche libéral) conserve sa majorité absolue des sièges à la Chambre des représentants. Au Sénat, un accord entre les partis a prévu que les deux plus grands partis recevraient la moitié des sièges chacun : Le Parti colorado, avec 57,0 % des voix, obtient ainsi le même nombre de sièges que le Parti national (centre-droit hétéroclite ; 41,4 % des voix). |

### Mai
| Date   | Pays                   | Élections                      | Notes | Résultats |
| ------ | ---------------------- | ------------------------------ | --- | --- |
| 16 mai | République dominicaine | Législatives et présidentielle | La République dominicaine à cette date est une dictature à parti unique particulièrement brutale. Les électeurs n'ont pas d'autre choix que les candidats du parti, et ne peuvent voter contre. | Seul en lice, Rafael Trujillo est automatiquement réélu président avec 100 % des voix, tandis que son Parti dominicain (extrême-droite militaire, conservatrice, populiste et autoritaire) conserve automatiquement tous les sièges au Parlement. |

### Juin
| Date    | Pays        | Élections    | Notes | Résultats |
| ------- | ----------- | ------------ | ----- | --- |
| 5 juin  | Philippines | Législatives |       | Le Parti nationaliste (droite) conserve sa large majorité absolue des sièges dans les deux chambres. |
| 24 juin | Islande     | Législatives |       | Parlement sans majorité. Le Parti de l'indépendance (centre-droit conservateur) conserve sa majorité relative des sièges dans les deux chambres. Hermann Jónasson (Parti progressiste national : centre-droit libéral) devient Premier ministre, formant un gouvernement de coalition avec le Parti social-démocrate (centre-gauche), qui entre ainsi au gouvernement pour la première fois. |

### Juillet
| Date        | Pays    | Élections                      | Notes | Résultats |
| ----------- | ------- | ------------------------------ | ----- | --- |
| 1er juillet | Mexique | Législatives et présidentielle |       | Lázaro Cárdenas (Parti national révolutionnaire : hétéroclite, populiste, étatiste, autoritaire) est élu président avec 98,2 % des voix face à trois autres candidats. Le PNR remporte tous les sièges dans les deux chambres du Congrès. |

### Août

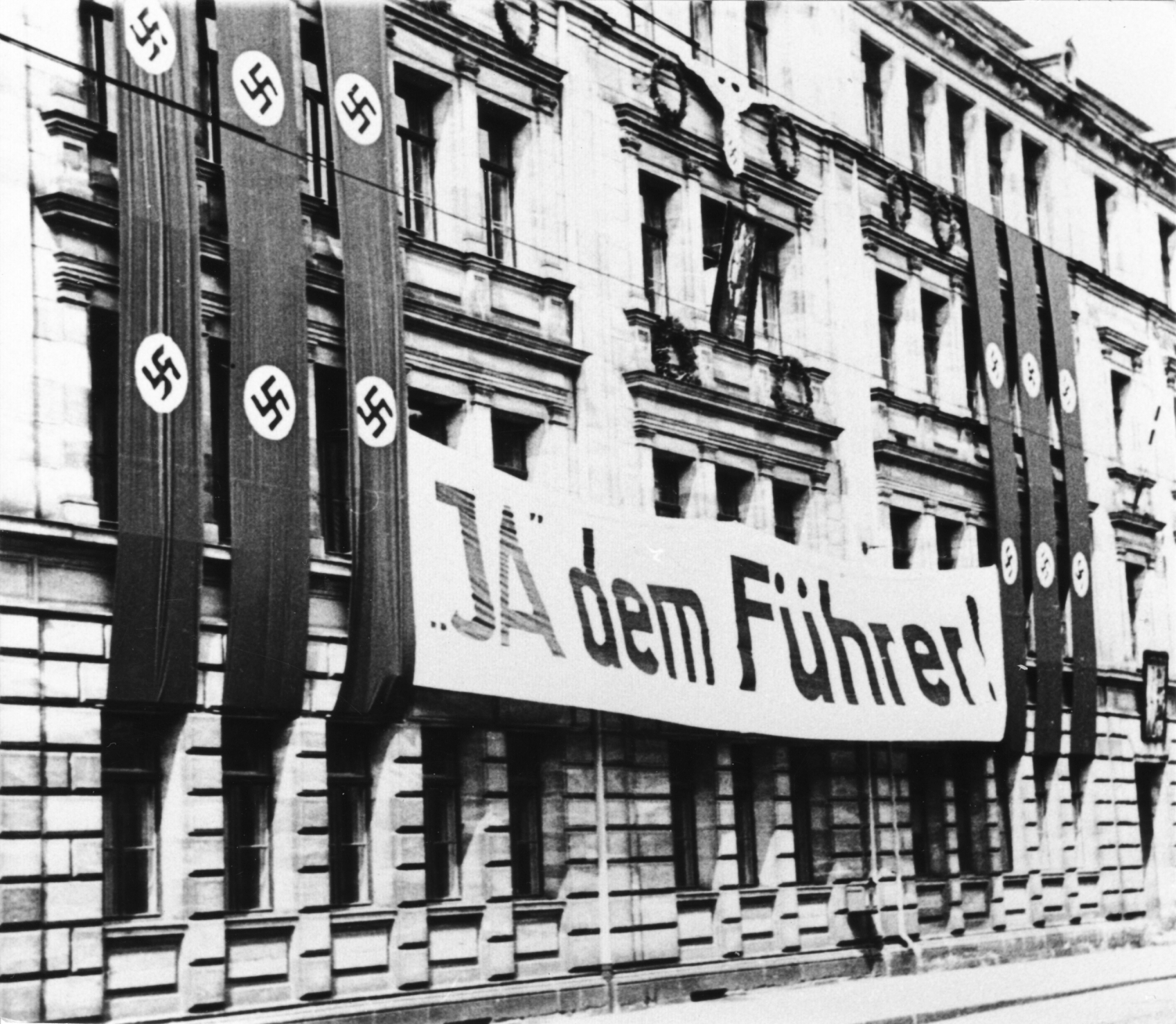
Affiche en Bavière appelant les Allemands à voter « oui au Führer » lors du plébiscite en août.

| Date    | Pays      | Élections  | Notes | Résultats |
| ------- | --------- | ---------- | --- | --- |
| 19 août | Allemagne | Référendum | L'Allemagne à cette date est une dictature à parti unique. Les Allemands sont appelés à approuver une loi abolissant la fonction de président du Reich (exercée par Paul von Hindenburg, mort le 2 août) et la fusionnant avec celle de chancelier du Reich (exercée par Adolf Hitler). Le scrutin s'accompagne d'intimidations et de fraudes à grande échelle. | Les résultats officiels indiquent 89,9 % de « oui ». Adolf Hitler devient ainsi seul dirigeant du Troisième Reich. |

### Septembre
| Date         | Pays      | Élections    | Notes | Résultats |
| ------------ | --------- | ------------ | ----- | --- |
| 15 septembre | Australie | Législatives |       | Parlement sans majorité. Le Parti de l'Australie unie (centre-droit conservateur), au pouvoir, perd sa majorité absolue des sièges à la Chambre des représentants, où il conserve la majorité relative, mais accroît sa majorité absolue au Sénat. Joseph Lyons (Australie unie) demeure Premier ministre en formant une coalition avec le Parti rural (droite conservatrice agrarienne). C'est le début de la coalition des partis de droite qui continue au XXIe siècle. |

### Octobre
| Date       | Pays                    | Élections    | Notes | Résultats |
| ---------- | ----------------------- | ------------ | ----- | --- |
| 14 octobre | Brésil                  | Législatives |       | Parlement sans majorité. Les divers partis favorables au président Getúlio Vargas remportent collectivement une majorité absolue des sièges. |
| 16 octobre | Émirat de Transjordanie | Législatives |       | En l'absence de partis politiques, tous les élus le sont sans étiquette. Ibrahim Hashem demeure Premier ministre.                            |
| 28 octobre | Honduras                | Législatives |       | Le Parti national (droite chrétienne humaniste) du président Tiburcio Carías Andino accroît sa majorité absolue des sièges au Congrès.       |

### Novembre
| Date        | Pays            | Élections      | Notes | Résultats |
| ----------- | --------------- | -------------- | --- | --- |
| 6 novembre  | États-Unis      | Législatives   | | Le Parti démocrate (centre-gauche) du président Franklin Roosevelt accroît sa majorité absolue des sièges aux deux chambres du Congrès. Grâce à la popularité du New Deal, c'est la première fois de l'histoire que le parti du président ne subit pas de recul dans le nombre de ses sièges lors des élections de mi-mandat aux États-Unis.                                                                |
| 7 novembre  | Rhodésie du Sud | Législatives   | La Rhodésie du Sud à cette date est un État autonome de l'Empire britannique. Les élections se font au suffrage censitaire et les électeurs doivent savoir lire et écrire, mesures qui écartent du droit de vote la plupart des Rhodésiens noirs, au profit de la minorité blanche. Élections anticipées. Contesté par la gauche de son Parti réformiste, le Premier ministre Godfrey Huggins a fusionné l'aile droite du parti avec le Parti de la Rhodésie, formant le Parti unifié. Il sollicite de ce fait un nouveau mandat de la part des citoyens. | Le Parti unifié (centriste, libéral) remporte une très large majorité des sièges. Godfrey Huggins demeure Premier ministre. Le Parti travailliste (gauche syndicaliste anticapitaliste) devient le principal parti d'opposition au Parlement. |
| 11 novembre | Bolivie         | Présidentielle | Le scrutin se déroule durant la guerre du Chaco contre le Paraguay. | Franz Tamayo (Parti républicain authentique : droite), choisi comme successeur par le président sortant Daniel Salamanca Urey (PRA), est élu avec 59,2 % des voix face à Juan María Zalles (Parti libéral : droite oligarchique, attrape-tout). Le coup d'État militaire du 27 novembre empêche toutefois son entrée en fonction. L'armée confère la présidence au vice-président sortant José Luis Tejada. |

### Décembre
| Date        | Pays     | Élections    | Notes | Résultats |
| ----------- | -------- | ------------ | --- | --- |
| 6 décembre  | Irak     | Législatives | | Le Parti de l'unité nationale remporte une majorité absolue des sièges. Ali Jawdat al-Aiyubi demeure Premier ministre.                                                                                   |
| 16 décembre | Portugal | Législatives | Le Portugal à cette date est une dictature à parti unique, l'Estado Novo. Une liste unique de candidats est présentée aux électeurs, qui n'ont pas la possibilité de voter contre. Le droit de vote est réservé aux personnes des deux sexes sachant lire et écrire. | Le parti Union nationale (extrême-droite catholique, corporatiste et autoritaire) remporte automatiquement 100 % des suffrages et tous les sièges. António de Oliveira Salazar demeure Premier ministre. |